# Вискитна на Јихлави
Вискитна на Јихлави (чеш. Vyskytná nad Jihlavou) је насељено мјесто са административним статусом сеоске општине (чеш. obec) у округу Јихлава, у крају Височина, Чешка Република.

## Становништво
Према подацима о броју становника из 2014. године насеље је имало 839 становника.